# 乙黒えり
乙黒 えり（おとぐろ えり、1982年10月12日 - ）は、タイ・バンコク生まれ、神奈川県横浜市育ちの女優、タレントである。

## 人物
タイ、英国、日本の混血。横浜雙葉小学校、横浜雙葉中学校・高等学校、青山学院大学文学部心理学科卒業。
タイ・バンコクで生まれ、その後2年半ほどをモロッコ・カサブランカで過ごしたのちに帰国し、横浜雙葉学園在学中にスカウトされる。2001年、テレビ朝日のオーディション番組で4,000人の中から選ばれ1ヶ月の香港生活を送り、香港映画『ザ・スチュワーデス』でデビュー。「20日、30日、5パーセントオフ」というイオングループのCMで知られる。「超星神グランセイザー」以降は特撮作品への出演も多い。
2012年にピアニストの清塚信也と結婚。2012年6月4日に第1子妊娠を発表、同年11月24日に女児を出産。2014年11月8日に第2子妊娠を発表、2015年4月16日に女児を出産。
特技は、功夫、英語、中国語（北京語）。身長165cm、B80cm・W58cm・H83cm。

## 出演

### 映画
- ザ・スチュワーデス（2001年・香港、サム・レオン監督）
- 少林少女（2008年4月公開、本広克行監督） - 黒岩えり 役
- お姉チャンバラ THE MOVIE（2008年4月公開、福田陽平監督） - 彩 役（主演[6]）
- シャッター（2008年、落合正幸監督）
- デーアフターつもろー（2008年短編、松本准平監督）
- 吸血少女対少女フランケン（2009年8月公開、西村喜廣、友松直之監督） - 少女フランケン 役
- 笑う警官（2009年11月公開、角川春樹監督）- 水村朝美 役
- 仮面ライダーW FOREVER AtoZ/運命のガイアメモリ（2010年） - 浅川麻衣 役（友情出演）
- ローン・チャレンジャー（2012年公開、林一嘉監督） - 美藍 役
- 劇場版 仮面ライダーウィザード in Magic Land（2013年） - マヤの妻 役

### テレビ

#### ドラマ
- 超星神グランセイザー（2004年7月24日・31日、テレビ東京） - マリウス星人 ルカ 役
- 魔弾戦記リュウケンドー（2006年1月 - 12月、テレビ愛知） - 中崎市子 役
- がきんちょ～リターン・キッズ～（2006年、毎日放送） - 渡部香奈 役
- トミカヒーロー レスキューフォース（2009年2月28日、テレビ東京） - 徹平の母 役
- 仮面ライダーW（2009年11月8日・15日・12月13日、テレビ朝日） - 浅川麻衣 役
- 傍聴マニア09～裁判長!ここは懲役4年でどうすか～（2009年12月24日、読売テレビ）- 裁判員 役

#### スポーツ
- 女神系GOLF（2008年10月 - 2009年3月、テレビ朝日）

#### バラエティ
- パブロクの犬（TBS）
- ドライブ A GO!GO!（2010年7月25日、テレビ東京）
- 「Mr.J channel」（2010年11月～、台湾　中天娯楽放送）

### CM
- イオン お客様感謝デー・わくわくデー（2004年9月 - 2011年2月）
- 日本コカ・コーラ コカ・コーラ「春のバトン篇」（2005年）
- デルコンピュータ Dell Inspiron 630m「カイカエルフェア」（2006年）
- 首都高速道路 ETCガイド「カレージョ」（2007年）